# 1973 في لبنان
فيما يلي قوائم الأحداث التي وقعت خلال عام 1973 في لبنان.

## سياسة

### تعيين في المنصب
- 8 يوليو – تقي الدين الصلح رئيس وزراء لبنان.

## أفلام
من الأفلام التي صدرت هذه السنة في لبنان:
- 1 يناير – ذئاب لا تأكل اللحم

## مواليد

### يناير
- 1 يناير – إبراهيم حسين برو

### يوليو
- 1 يوليو – باسمة مغنية لبنانية.
- 15 يوليو – جون دولماين
- 30 يوليو – عادل أبو حسون

### أغسطس
- 9 أغسطس – هيلدا خليفة

## وفيات

### يناير
- 1 يناير – مارك الرياشي (مواليد 1923) صحفي لبناني.

### أبريل
- 25 أبريل – فؤاد شهاب (مواليد 1902) سياسي لبناني.[1]